# Lista siturilor arheologice din județul Olt - H
Lista siturilor arheologice din județul Olt - H conține toate siturile arheologice din județul Olt înscrise în Repertoriul Arheologic Național (RAN) și aflate în localități al căror nume începe cu litera H. RAN este administrat de Ministerul Culturii și Patrimoniului Național și cuprinde date științifice, cartografice, topografice, imagini și planuri, precum și orice alte informații privitoare la zonele cu potențial arheologic, studiate sau nu, încă existente sau dispărute.
Puteți căuta un sit din localitățile care încep cu litera H folosind formularul de mai jos sau puteți naviga prin toate siturile din județ la Lista siturilor arheologice din județul Olt.
| Cod RAN                                    | Denumire | Localitate                     | Adresă | Datare                       | Descoperit | Coordonate | Imagine           | Erori            |
| ------------------------------------------ | --- | ------------------------------ | ------ | ---------------------------- | ---------- | ---------- | ----------------- | ---------------- |
| 127055.01.01 (Cod LMI: OT-I-s-B-08513)     | Așezarea neolitică de la Hotărani / ansamblu anonim (Categorie: locuire civilă) (Tip: Așezare)                   | sat Hotărani, comuna Fărcașele |        | Vădastra 4300 - 3700 a. Chr. |            |            | Încărcați imagine | Raportați eroare |
| 127055.03 (Cod LMI: OT-II-m-B-08922)       | Turn de observație de la Hotărani / ansamblu anonim (Categorie: fortificație)                                    | sat Hotărani, comuna Fărcașele |        |                              |            |            | Încărcați imagine | Raportați eroare |
| 127055.04.01 (Cod LMI: OT-II-m-B-08923.01) | Mănăstirea Hotărani / ansamblu Biserica "Sf. Voievozi" (Categorie: structură de cult/religioasă) (Tip: Biserică) | sat Hotărani, comuna Fărcașele |        | 1588                         |            |            | Încărcați imagine | Raportați eroare |
| 127055.04 (Cod LMI: OT-II-a-B-08923)       | Mănăstirea Hotărani / ansamblu anonim (Categorie: structură de cult/religioasă)                                  | sat Hotărani, comuna Fărcașele |        |                              |            |            | Încărcați imagine | Raportați eroare |
| 127055.04.02 (Cod LMI: OT-II-m-B-08923.02) | Mănăstirea Hotărani / ansamblu anonim (Categorie: structură de cult/religioasă) (Tip: Zid de incintă)            | sat Hotărani, comuna Fărcașele |        | 1588                         |            |            | Încărcați imagine | Raportați eroare |
| 127055.02.01                               | Locuire romană la Hotărani-Romula-sectorul de sud / ansamblu anonim (Categorie: locuire civilă) (Tip: Locuire)   | sat Hotărani, comuna Fărcașele | Romula | sec. II - III                |            |            | Încărcați imagine | Raportați eroare |